# Хонина, Наина Владимировна
Наина Владимировна Хонина (родилась 12 мая 1941 года) — советская актриса театра, кино и телевидения. Работала в Амурском областном драматическом театре (1958 г.). Окончила Калининский филиал школы-студии МХАТ (1966 г.) . С 1960 г. играет на сцене Тверского театра драмы.
Доцент Тверского курса училища им. Щепкина и автор романа «Она была актрисою…», за который её удостоили литературной премии имени Салтыкова-Щедрина.
Первая исполнительница роли Нади Шевелёвой в пьесе Э. Рязанова и Э. Брагинского «С лёгким паром!» (спектакль «Однажды в новогоднюю ночь»)
Муж — журналист и писатель Евгений Борисов. Сын — сценарист Денис Борисов. Внук — артист Иван Борисов.
Народная артистка РСФСР (1988). Кавалер ордена Дружбы (1996). Почётная гражданка Твери.

## Театральные работы
- Лариса — «Бесприданница» Островского
- Царица Ирина — «Царь Федор Иоаннович» Толстого
- Варя — «Вишневый сад» Чехова
- Анфиса — «Угрюм — река» Шишкова
- Матрёна — «Золото» Полевого
- Адела — «Дом Бернарды Альбы» Лорки
- Наташа — «104 страницы про любовь» Радзинского
- Настя — «В лесах» Мельникова-Печерского
- Клея — «Лиса и виноград» Фигейредо
- Надежда — «Последние» Горького
- Надя — «Однажды в новогоднюю ночь» («С легким паром») Брагинского и Рязанова
- Мария — «Мария» Салынского
- Дороти — «Пятая колонна» Хэмингуэя
- Девица — «Старик» Горького
- Марга — «Третье слово» Касоны
- Абигайль — «Стакан воды» Скриба
- Таточка Нерадова — «Между ливнями» Штейна
- Малуша — «Прощание славянки» Камянского
- Тамара — «Черные птицы» Проскурина
- Эпифания — «Миллионерша» Шоу
- Наташа — «Старое по-новому» Островского
- Марта — «Интервью в Буэнос-Айресе» Боровика
- Катерина — «Верен тебе» Чуйкова
- Маша Земцова — «Жестокие игры» Арбузова
- Силина — «Ночные забавы» Мережко
- Купавина — «Волки и овцы» Островского
- Ефросинья — «Имя твоё» Проскурина
- Мария — «Мария Стюарт» Шиллера
- Мать — «Мать» Чапека
- Она — «Убьем мужчину» Радзинского
- Шарлотта — «Вишневый сад» Чехова
- Харита Огудалова — «Бесприданница» Островского
- Гертруда — «Мачеха» Бальзака
- Вера Михайловна — «Море любви» Рацера и Константинова
- Галчиха — «Без вины виноватые» Островского
- Графиня Лидия — «Анна Каренина» Толстого
- Бережкова — «Обрыв» Гончарова
- Дульсинея Бальбоа — «Эксперименты доктора Ариэля» Касоны
- Пани Конти — «Любовь пани Конти» Заградника
- Турусина — «На всякого мудреца довольно простоты» Островского
- Тетя Саша — «Так и будет» Симонова
- Баба Паша — «Шутки в глухомани» Муренко
- Наташа Калядина — «На закате солнца» Дамскер

## Фильмография
- 2010 — Специалисты: Актриса (документальный) — Наина Хонина
- 2008 — Ранняя оттепель (короткометражный) — бабушка Женьки
- 1978 — Ветер странствий — Укорина
- 1973 — За облаками - небо